# Armin Krügel
Armin Krügel es un deportista suizo que compitió en esquí en la modalidad de combinada nórdica. Ganó una medalla de bronce en el Campeonato Mundial de Esquí Nórdico de 1995, en la prueba por equipo.

## Palmarés internacional
| Campeonato Mundial | Campeonato Mundial   | Campeonato Mundial | Campeonato Mundial       |
| Año                | Lugar                | Medalla            | Prueba                   |
| ------------------ | -------------------- | ------------------ | ------------------------ |
| 1995               | Thunder Bay (Canadá) | Medalla de bronce  | TN + 4 × 5 km por equipo |